# Tesoro dell'Esquilino

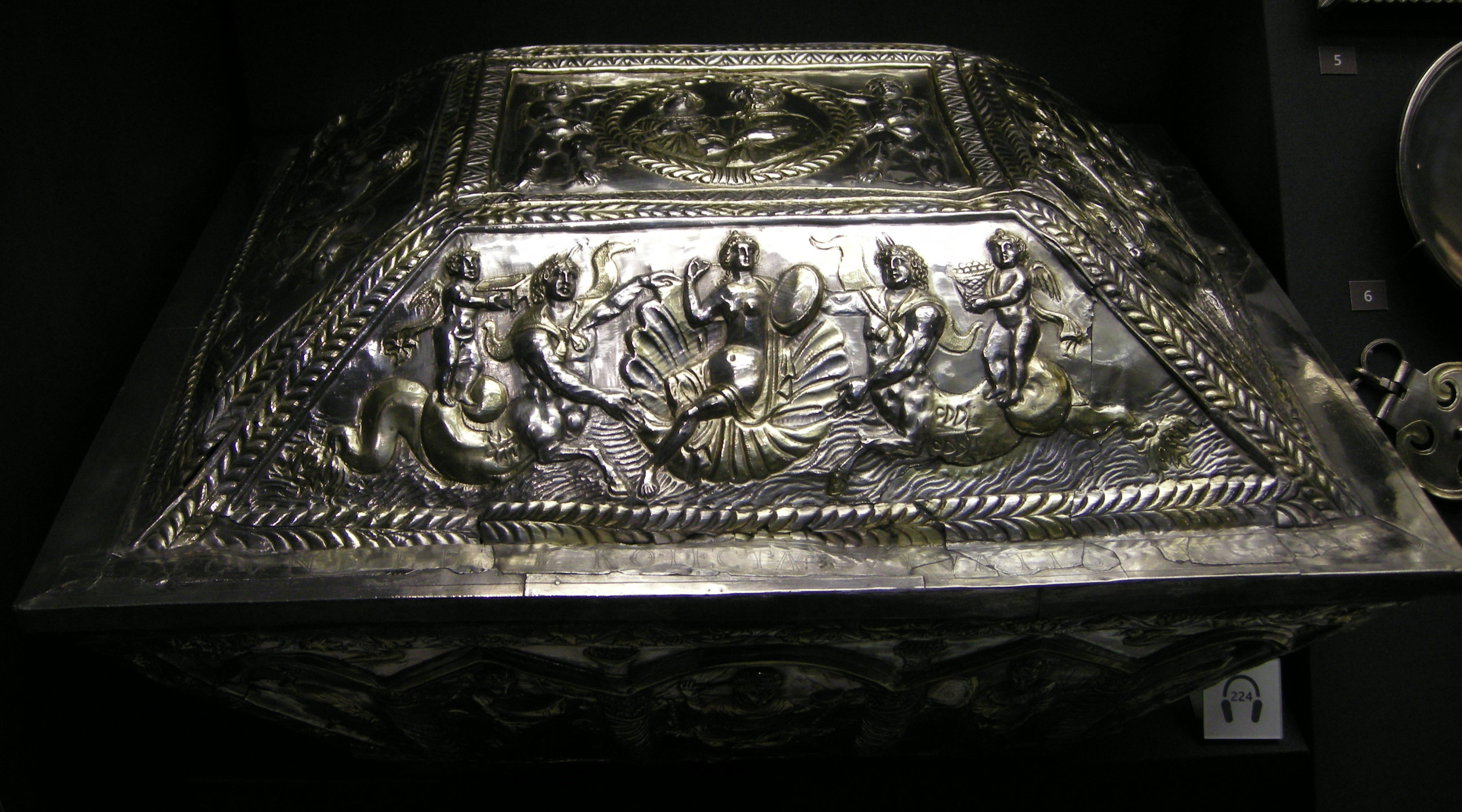
Il cofanetto di Proiecta, il pezzo più pregiato del tesoro dell'Esquilino, esposto al British Museum, Londra. Il pannello frontale raffigura la scena della toletta di Venere.

Il tesoro dell'Esquilino è un servizio di oggetti d'argento di epoca romana, nascosto a Roma nella zona dell'Esquilino tra la fine del IV e l'inizio del V secolo e ritrovato nel XVIII secolo. È costituito da numerosi oggetti di svariato uso e di eccellente fattura, tra i quali spiccano due scrigni da toletta (fra cui il famoso cofanetto di Proiecta), «una bottiglia, diversi piatti da portata, una patera, applicazioni per mobilio e finimenti per cavalli». Dopo essere passati per le mani di alcuni collezionisti, i pezzi del tesoro, quasi al completo, sono esposti al British Museum a Londra.
Il tesoro deve la sua fama al fatto che molti pezzi presentano un'iconografia decisamente pagana, ma le iscrizioni rivelano che i suoi proprietari erano cristiani; inoltre è stata a lungo sostenuto il collegamento tra il tesoro e un'importante famiglia aristocratica romana della tarda antichità, quella di Turcio Secondo e di Proiecta Turcia, e che il sito del ritrovamento indicasse la posizione della domus Turciorum. Il deposito del tesoro in un nascondiglio è probabilmente da ricondurre a qualche evento catastrofico, forse il sacco di Roma del 410 da parte di Alarico.

## Storia del tesoro
Il tesoro fu scoperto nel 1793, a Roma, alle pendici dell'Esquilino, durante alcuni scavi effettuati nella proprietà del convento delle Religiose Minime, all'interno dei resti di antiche camere, in buono stato di conservazione e piene dei detriti dei piani superiori crollati.
L'esatta localizzazione di queste camere è stata a lungo dibattuta. L'ipotesi che si trovassero all'interno del monastero dei Santi Silvestro e Martino è stata confutata dagli studiosi, che preferiscono identificare tale monastero con quello di San Francesco da Paola. In particolare, una relazione di Filippo Aurelio Visconti, Commissario delle Antichità tra il 1784 e il 1799, afferma che il tesoro fu trovato nei pressi di Santa Lucia in Selci, mentre una lettera anonima rivela che la scoperta avvenne a maggio, in occasione di uno scavo iniziato a febbraio e volto a erigere un coro dietro la chiesa dei Santi Gioacchino e Anna ai Monti:
(Lettera anonima successiva al 1794, Roma, Archivio dello Stato, Camerale II, Antichità e Belle Arti, vol. 6, 161, citata in Painter 2000, p. 141.)
Gli operai tentarono di rivendere di nascosto l'argento, ma a giugno il vescovo Giulio Maria della Somaglia, prelato deputato al monastero, scoprì il furto e recuperò i pezzi, i quali furono fatti esaminare al direttore del Museo Capitolino, Ennio Quirino Visconti, che provvide a compilare una relazione per il vescovo, in cui identificava i pezzi come facenti parte del corredo di una donna romana cristiana di illustri natali del IV o V secolo.
Della Somaglia ritenne che sarebbe stato inutile conservare il tesoro e che sarebbe stato meglio venderlo e darne il ricavato alle monache, affinché si potesse «far così risentire in effetto i vantaggi della Divina Misericordia, che con un caso si accidentale s'era degnata di provederla». Furono contattati diversi possibili acquirenti, e la scelta ricadde sul barone von Schellerscheim, un prussiano residente a Firenze: nel febbraio 1794 il tesoro fu venduto per il suo valore venale, le 1.014 once d'argento valutate 1.115,40 scudi, con un piccolo sovrapprezzo dovuto alla sua antichità e un totale di 1.450 scudi.
Il barone collezionista conservò il tesoro per diversi anni, ma entro il 1827, anno dell'edizione illustrata pubblicata da Visconti, lo aveva venduto all'ambasciatore francese presso il Regno delle Due Sicilie, il duca de Blacas. Il duca, legato al re francese Carlo X, abbandonò l'incarico alla caduta del sovrano, nel 1830, per poi morire nel 1839, ma solo nel 1844 il figlio ed erede poté mettere le mani sulla residenza parigina del padre, dove verosimilmente era conservato il tesoro. L'ultimo passaggio di mano avvenne nel 1866, quando il figlio di de Blacas vendette tutta la collezione del padre, ivi incluso il tesoro dell'Esquilino, al British Museum; a questa data, il tesoro era incrementato da altri pezzi, che gli erano stati associati sebbene non fossero stati ritrovati nel 1793.

## Composizione del tesoro
La composizione del tesoro, in assenza di un preciso inventario dei pezzi ritrovati nel 1793, è stata nota a lungo con poca precisione.
Nella sua relazione del 1793, Ennio Quirino Visconti citò 25 pezzi. Trent'anni dopo il ritrovamento, Seroux d'Agincourt citò 21 pezzi tra quelli descritti da Visconti, in quanto uno era in pessimo stato di conservazione e tre erano andati dispersi, forse venduti nel periodo precedente. Nel 1827, Pietro Paolo Montagnini-Mirabili pubblicò un'edizione illustrata che si rifaceva alla descrizione di Visconti, elencando dunque 27 pezzi, ma ne illustrava 47, in quanto, evidentemente, la collezione si era ingrandita con l'aggiunta di un piatto d'argento proveniente dal tesoro di Mâcon e di altri 11 pezzi d'argenteria di varia origine; di questi, però, i sei finimenti per cavallo sono considerati pertinenti al tesoro. L'erede del duca de Blacas, infine, vendette al British Museum 59 pezzi, cui vanno aggiunti altri due certamente riconducibili al tesoro e custoditi altrove: una brocca di bronzo conservata al Museo archeologico nazionale di Napoli  e una patera in argento appartenente alla collezione Dutuit a Parigi.
Nel 1985, Kathleen Shelton ha pubblicato un libro sul tesoro in cui identifica 27 oggetti sicuramente riconducibili al tesoro:
- Shelton 1 - cofanetto di Proiecta;
- Shelton 2 - cofanetto da toletta, detto "delle Muse";
- Shelton 3 - patera (collezione Dutuit);
- Shelton 4 - piatto scanalato;
- Shelton 5–13 - piatti con monogramma;
- Shelton 16 - bottiglia;
- Shelton 17 - brocca di Pelegrina;
- Shelton 18 - brocca (a Napoli);
- Shelton 30–33 - applicazioni per mobilio raffiguranti Tychai;
- Shelton 34–35 - applicazioni per mobilio raffiguranti mani;
- Shelton 36–41 - finimenti per cavallo.

### Cofanetto di Proiecta

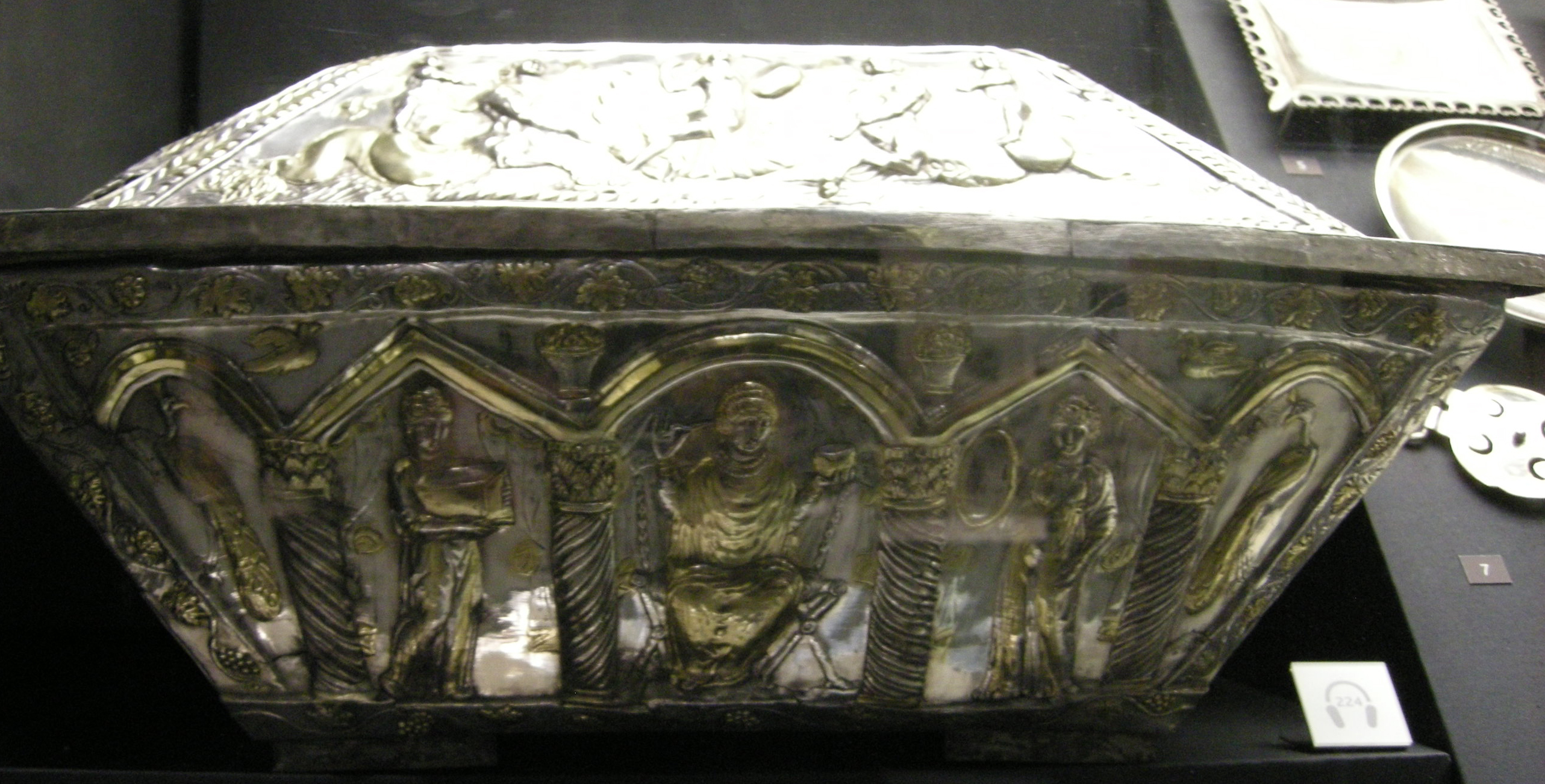
Il cofanetto di Proiecta.

Il cofanetto di Proiecta (dimensioni: larghezza 432 mm, lunghezza 559 mm, altezza 286 mm), il pezzo di maggior pregio del tesoro, è in argento, con lavorazione a sbalzo; è cesellato e scanalato, e ombreggiato attraverso una rete di piccoli punti. Dei nove pannelli in argento, sette sono dorati. È composto da un corpo e da un coperchio, uniti da tre cerniere; il corpo posa su tre piedini dei quattro originali e ha due maniglie sui lati corti. Il corpo è di forma rettangolare, e si allarga andando dal basso verso l'alto, mentre il coperchio ha la sommità rettangolare piatta e scende allargandosi, diventando più grande del corpo; quando chiuso, si forma una cornice orizzontale con un piccolo bordo verticale.
Il coperchio è suddiviso in cinque pannelli, tutti decorati con figure all'interno di una bordatura stilizzata di tema floreale. Il pannello frontale raffigura la toletta di Venere, con la dea che si specchia seduta in una conchiglia che emerge dalle onde; ai suoi lati, due tritoni su cui stanno due amorini, recanti uno un cesto di frutta l'altro un cofanetto. Una nereide accompagnata da un amorino campeggia su ciascuno dei pannelli laterali, in uno mentre cavalca un ippocampo, nell'altro un cetaceo. Il pannello posteriore raffigura due cortei di persone, ciascuno composto da un uomo (a sinistra) e una donna (a destra) preceduti da un giovinetto e seguiti da una ragazza, che avanzano verso una struttura architettonica centrale, dotata di colonne e diverse cupole; i cortei di accompagnamento recano cofanetti, brocche, candelabri e altri oggetti. Il pannello centrale raffigura due amorini che sorreggono una corona che richiama le ghirlande che incorniciano i pannelli, chiusa in basso e con una rosetta o un gioiello sulla sommità. All'interno vi sono due busti, di una donna in ricchi abiti sulla sinistra e, sulla destra e in secondo piano rispetto a lei, di un uomo; la donna indossa una lunga tunica con maniche e un collare di pietre preziose, e regge con le mani un rotolo decorato; l'uomo ha la barba, indossa una tunica con maniche sotto la clamide e una fibula a balestra sulla spalla sinistra, e con la mano destra compie il gesto della parola, pollice verso l'alto e due dita distese.
Le pareti del cofanetto sono suddivise in scomparti da strutture architettoniche composti da archi, alternatamente a tutto sesto e triangolari, che poggiano su capitelli corinzi, a loro volta posti sulla sommità di colonne a tortiglione. Sui pennacchi tra gli archi e la sommità del cofanetto sono disposte coppie di canestri di frutti, uccelli e, verso gli angoli, rosette. Al bordo interno di ciascun arco sono fissate delle tende, aperte per rivelare la presenza al loro interno di figure. Quella posta nell'arco centrale del pannello frontale è una matrona romana dedita alla propria toletta: seduta su una preziosa sedia, veste un colobium sopra un'ampia e lunga tunica, su cui indossa alcune collane; la sua acconciatura è particolarmente elaborata. I suoi gesti richiamano quelli di Venere nella raffigurazione della divina toletta sul coperchio del cofanetto: girata verso sinistra, dove un servitore regge uno specchio, la matrona si orna i capelli con uno spillone, mentre nella sinistra regge una pyxis. I restanti archi rivelano le figure di undici servitori, vestite con tuniche lunghe o dalmatiche con clavii e maniche decorate le donne, con tuniche aderenti decorate con clavii e orbiculi gli uomini; tutti recano oggetti, come lo specchio e il cofanetto rettangolare delle figure sul pannello frontale, o il cofanetto circolare, la brocca, il vaso, lo specchio e i candelabri delle altre figure.
Sul bordo del coperchio, sotto il pannello frontale corre l'iscrizione augurale in lettere capitali alla padrona del cofanetto e a suo marito, SECUNDE ET PROIECTA VIVATIS IN CHRIS, «Secondo e Proiecta viviate in Cristo»; sulla parte sinistra del bordo frontale del coperchio si trova inciso il peso del materiale prezioso usato per la fabbricazione del cofanetto, in lettere capitali ottenute con puntini: P XXII III S, «ventidue libbre, tre once, una semioncia».
Il cofanetto è stato sempre interpretato, insieme all'altro cofanetto da toletta, come facente parte del servizio da toletta di una matrona romana, identificata con la Proiecta dell'iscrizione. L'iconografia delle decorazioni è tipica dei doni nuziali, ma l'immagine degli sposi nel tondo sul coperchio rimanda piuttosto ad una coppia già sposata. L'idea alla base dell'iconografia decorativa è il paragone tra la proprietaria del cofanetto e la dea della bellezza, Venere. Con gli stessi gesti di Venere seduta nella conchiglia, la matrona, seduta su una sedia, si appresta alla propria toletta, servita da uno stuolo di servitori che le portano tutto il necessario, così come Venere è servita da personaggi mitologici. La scena sul retro, prima interpretata come raffigurazione della cerimonia nuziale della domum deductio, è stata successivamente riconosciuta come un corteo che si reca alle terme pubbliche.

### Cofanetto delle Muse
Il cofanetto delle Muse (dimensioni: diametro 327 mm, altezza 267 mm) fu probabilmente realizzato contemporaneamente al cofanetto di Proiecta.
È composto da un contenitore, la cui base è a sedici facce, alternatamente piatte e concave, con pareti verticali, e da un coperchio a cupola di altezza approssimativamente uguale a quella del corpo, ma di diametro inferiore ad esso e dotato di un bordo orizzontale che permette la chiusura del cofanetto. I due pezzi sono uniti da una cerniera, e il cofanetto può essere sospeso tramite tre catene, fissate a un anello saldato al coperchio. All'interno del cofanetto si trovano cinque piccole bottigliette per profumi e unguenti. Questo genere di cofanetti, come attestato da mosaici e pitture parietali, era usato in maniera specifica alle terme.
Le superfici piane del cofanetto sono coperte di decorazioni, raffiguranti dei vasi (kantharos) da cui salgono volute vegetali al cui interno sono raffigurati fiori, uccelli e foglie di vite. I pannelli curvi del coperchio sono lasciati senza decorazioni, mentre quelli del corpo del cofanetto recano effigi di otto delle nove Muse, recanti oggetti e simboli che permettono di identificarla; ciascuna Musa si trova all'interno di una struttura architettonica composta da un arco a tutto sesto poggiante su due colonne a tortiglione. Sulla sommità del coperchio vi è una nona figura, senza attributi e dunque non identificabile con la musa mancante; così come l'iconografia del cofanetto di Proiecta identifica la proprietaria con la dea Venere, così in questo cofanetto la matrona è associata alle Muse.

### Patera Dutuit
A Parigi, al Petit Palais, è conservata una patera in argento di 19 cm di diametro e provvista di manico. Pur non facendo parte della collezione venduta al British Museum, ma arrivata al Petit Palais attraverso la vendita della collezione Dutuit nel 1902, è comunque un pezzo pertinente al tesoro dell'Esquilino.
Sebbene la patera non sia stata realizzata nella stessa officina che ha prodotto i due cofanetti, ne condivide il progetto iconografico. È infatti realizzata a forma di conchiglia con al centro la dea Venere, che come sul cofanetto di Proiecta è raffigurata intenta alla toletta: la divinità si acconcia i capelli specchiandosi in uno specchio retto da un amorino, mentre un altro le reca un dono. Il bordo della patera è decorato con una serie di conchiglie, che richiamano quella centrale. Sul manico è raffigurato invece un giovane cacciatore, in piedi appoggiato alla propria lancia, con ai piedi un cane: si tratta di Adone, ucciso da un cinghiale ma risorto dai morti per parte dell'anno in quanto amato dalla dea. Il tema iconografico della patera è dunque denso di significati religiosi, ma qui usato probabilmente a scopo decorativo o al più simbolico.

### Piatti
Il tesoro comprende diversi piatti: uno grande e due servizi di quattro piatti ciascuno, più piccoli.
Il grande piatto ha un diametro di 562 mm, ed è composto da un medaglione centrale da cui dipartono 24 pannelli, alternatamente piani e curvi. Il medaglione centrale è decorato da un motivo intrecciato inciso; i pannelli curvi non sono decorati, mentre quelli piani hanno motivi floreali e foglie.
Il primo servizio è composto da quattro piatti tondi d'argento, praticamente identici, di 161 mm di diametro, 29 mm di altezza e 410 g circa. Al centro dei piatti c'è un monogramma, in lettere maiuscole dorate e delineate da inserti in niello, incorniciato da una corona d'alloro. Uno dei piatti ha una seconda iscrizione lungo il bordo, SCVT.IIII.PV, che informa che i quattro piccoli piatti furono realizzati con 5 libbre (1635 g circa) di argento; un altro presenta un graffito in maiuscole leggere e irregolari sulla superficie inferiore, VIVASINDEOMARCIANAVIVAS, "vivi in Dio Marciana vivi".
Il secondo servizio è composto da quattro piatti rettangolari d'argento, praticamente identici, di 202 mm per 146 mm. Il supporto è dritto e rettangolare, il bordo orizzontale e traforato è formato da una serie di dentelli con proiezioni ovali agli angoli. Al centro dei piatti c'è lo stesso monogramma del primo servizio, anche qui in lettere maiuscole dorate e delineate da inserti in niello, incorniciato da una corona d'alloro. Uno dei piatti ha una seconda iscrizione lungo il bordo, SCVT.IIII.PV, che informa che i quattro piccoli piatti furono realizzati con 5 libbre (1635 g circa) di argento; un altro presenta un graffito in maiuscole leggere e irregolari sulla superficie inferiore, VIVASINDEOMARCIANAVIVAS, "vivi in Dio Marciana vivi".

### Brocche e bottiglie
Della collezione conservata al British Museum fanno parte una brocca, detta di Pelegrina, e una bottiglia; una seconda bottiglia riconducibile al tesoro è invece conservata al Museo archeologico nazionale di Napoli.

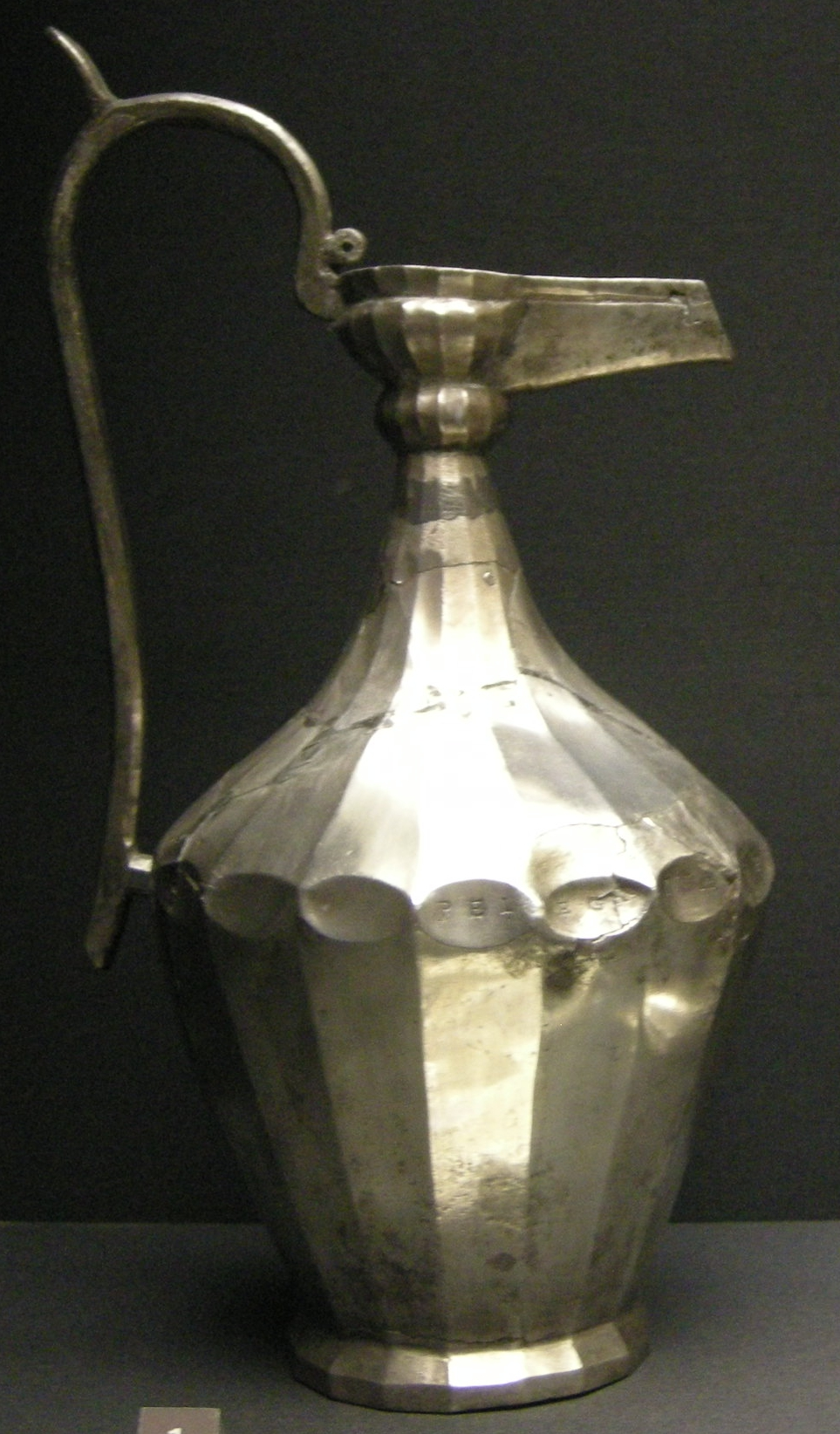
La brocca detta «di Pelegrina».

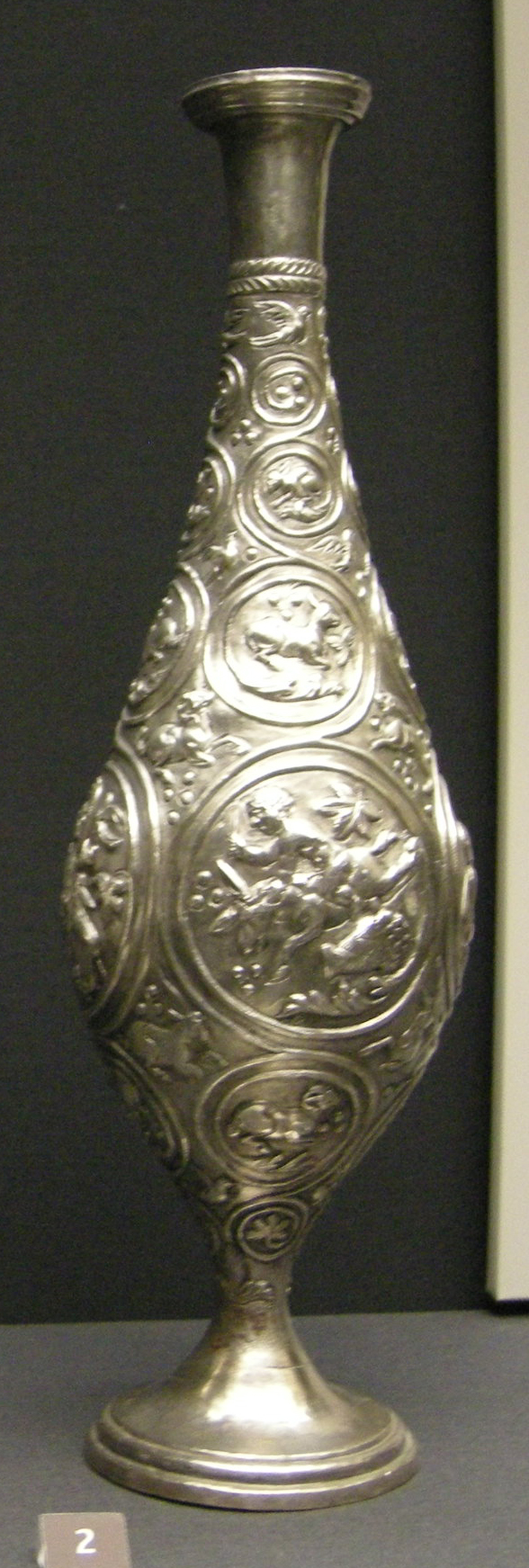
Bottiglia del tesoro, conservata al British Museum.

La bottiglia del British Museum è altra 346 mm; si tratta di una fiasca in argento di forma ovoidale, rastremata bruscamente alla base in un piede svasato e più gradualmente in corrispondenza del collo, il tappo con modanature costituite da quattro solchi concentrici degrandati. Il corpo della bottiglia è decorato a bassorilievo, con due coppie simmetricamente opposte di volute arabescate, di sei spirali ciascuna, che sorgono da due calici d'acanto posti sul piede. Sotto il collo le volute contengono due gruppi di frutti rotondi e due coppie di uccelli, poi frutta, foglie, grappoli d'uva, uccelli, conigli, capre, una cavalletta e una lepre. All'interno dei principali quattro medaglioni sono raffigurati degli eroti: uno con un cesto di frutta; uno a cavallo di un asino che rovescia un cesto di frutta; un altro vestito con un mantello, seduto su un cesto, intento a raccogliere l'uva, con vicino una capra; l'ultimo che coglie l'uva, con una ciotola, un uccello e della frutta. La parte superiore della decorazione è delimitata da una modanatura composta da due giri di foglie.

## Identificazione dei proprietari
I pezzi del tesoro sono ricchi di iscrizioni, con ben 12 iscrizioni in latino sui 27 pezzi del ritrovamento del 1793. Sul cofanetto di Proiecta sono riportati i nomi «Secundus» e «Proiecta», per lo più considerati incisi al momento della fabbricazione; i monogrammi sui piatti furono interpretati come PROIECTA TURCI da Visconti, mentre quello sulla brocca, interpretato inizialmente come PROIECTA, è più probabilmente da sciogliere in PELEGRINA. Nel complesso, al di là delle varie interpretazioni, il tesoro è stato a lungo ricondotto a tre persone – Pelegrina, Proiecta e Secondo – riconducibili alla famiglia aristocratica tardo imperiale dei Turci. La Proiecta del cofanetto fu identificata con una giovane donna citata in un epitaffio di papa Damaso I e morta il 30 dicembre 383, e il tesoro fu dunque datato tra il 379 e il 383.
Tale interpretazione aveva portato alcuni problemi con sé, in quanto all'epoca si riteneva che le famiglie aristocratiche cristiane e quelle pagane si servissero negli stessi laboratori di oreficeria, ma commissionando oggetti con iconografie tra loro opposte, cristiane i primi e pagane i secondi; la Proiecta proprietaria del cofanetto, invece, era una cristiana che possedeva un oggetto dall'iconografia spiccatamente pagana. Successivamente però questa obiezione è caduta, dal momento che si è riconosciuta la diffusione di oggetti con decorazioni pagana anche nelle famiglie cristiane.
Un'interpretazione più recente ha messo in dubbio questa identificazione e la datazione da essa dipendente: Proiecta non sarebbe la giovane donna citata da Damaso, in quanto questa sarebbe stata sposata con un certo Primo e non con Turcio Secondo. Il tesoro non sarebbe da datare agli anni 380, bensì agli anni 350, e sarebbe stata il prodotto di «un'officina del tesoro dell'Esquilino» cui altri importanti opere sarebbero da ricondurre: l'acconciatura di Proiecta è confrontata con quella dell'imperatrice Elena, mentre la barba di Secondo sarebbe da ricollegare all'iconografia dell'imperatore Giuliano.
La questione dell'identificazione dei proprietari del tesoro non è però sistemata una volta per tutte, e un'interpretazione non lontana da quella iniziale è stata proposta in tempi recenti. Secondo questa interpretazione, Proiecta sarebbe proprio la giovane defunta citata da Damaso, proprietaria del cofanetto su cui è raffigurata col marito, Turcio Secondo, mentre diversi pezzi del tesoro apparterrebbero ad un'altra coppia, forse formata da Pelegrina e Turcio; sebbene alcuni pezzi potrebbero essere precedenti, il cofanetto e gli altri pezzi principali risalirebbero ad un'epoca successiva, ma di poco, al 380. Turcio Secondo sarebbe da identificare con un Lucio Turcio Secondo nipote o forse un figlio di Lucio Turcio Secondo Asterio, membro di una famiglia pagana che aveva dato all'amministrazione imperiale praefecti urbi (Lucio Turcio Aproniano nel 339 e Lucio Turcio Aproniano Asterio nel 362-364), un quaestor, praetor e comes Augustorum (337-340), un corrector Piceni et Flaminiae (Lucio Turcio Secondo nel 339-350) e, successivamente, anche un console (Turcio Rufio Aproniano Asterio nel 494); potrebbe essere stato un cristiano, ma non va scartata l'ipotesi che l'iscrizione sia stata fatta incidere dalla famiglia, cristiana, di Proiecta, o che comunque il cofanetto fosse indirizzato alla sola sposa. Sempre secondo questa ipotesi, Proiecta sarebbe poi la figlia di Floro, magister officiorum (380-381) e prefetto del pretorio d'Oriente (381-383), membro influente alla corte di Teodosio I.